# Lawrence Kasdan
Lawrence Kasdan (Miami, 14. siječnja 1949.) američki je scenarist, redatelj i producent koji je četiri puta nominiran za Oscara. Uz uspješnu redateljsku karijeru Kasdan je sudjelovao u stvaranju nekih od najvećih filmskih uspješnica svih vremena: Carstvo uzvraća udarac iz serije o Zvjezdanim ratovima te u Otimačima izgubljenog kovčega iz serije filmova o Indiani Jonesu.

## Filmografija
| Godina | Naslov                                     | Bilješke                                        |
| ------ | ------------------------------------------ | ----------------------------------------------- |
| 1980.  | Zvjezdani ratovi V: Carstvo uzvraća udarac | scenarist                                       |
| 1981   | Otimači izgubljenog kovčega                | scenarist                                       |
| 1981   | Body Heat                                  | scenarist, redatelj                             |
| 1981   | Continental Divide                         | scenarist                                       |
| 1983.  | Zvjezdani ratovi VI: Povratak Jedija       | scenarist                                       |
| 1983.  | Velika jeza (The Big Chill)                | scenarist, redatelj i izvršni producent         |
| 1985.  | Silverado                                  | scenarist, redatelj i producent                 |
| 1988.  | Slučajni turist                            | scenarist, redatelj i producent                 |
| 1990.  | Volim te do smrti                          | redatelj                                        |
| 1991.  | Grand Canyon                               | scenarist, redatelj i producent                 |
| 1992.  | Tjelohranitelj                             | scenarist i producent                           |
| 1994.  | Wyatt Earp                                 | scenarist, redatelj i producent                 |
| 1995.  | Francuski poljubac                         | redatelj                                        |
| 1999.  | Mumford                                    | scenarist, redatelj i producent                 |
| 2003.  | Dreamcatcher                               | scenarist, redatelj i producent                 |
| 2012.  | Darling Companion                          | scenarist, redatelj i producent                 |
| 2014.  | Hotel Vendome                              | scenarist, redatelj i producent                 |
| 2015.  | Zvjezdani ratovi VII: Sila se budi         | scenarist                                       |
| 2017.  | Star Wars Episode VIII                     | producent                                       |
| 2018.  | Untitled Han Solo Star Wars Anthology Film | koscenarist sa sinom Jonom Kasdanom i producent |
| 2019.  | Star Wars Episode IX                       | scenarist i producent                           |